# Fortitude (album)
Fortitude è il settimo album in studio del gruppo musicale francese Gojira, pubblicato il 30 aprile 2021 dalla Roadrunner Records.

## Tracce
Testi di Joe Duplantier e Mario Duplantier, musiche dei Gojira.
1. Born for One Thing – 4:20
2. Amazonia – 5:00
3. Another World – 4:24
4. Hold On – 5:30
5. New Found – 6:36
6. Fortitude – 2:07
7. The Chant – 5:12
8. Sphinx – 4:00
9. Into the Storm – 5:02
10. The Trails – 4:07
11. Grind – 5:34

Tracce bonus nell'edizione giapponese
1. Silvera (Live) – 3:57
2. Backbone (Live) – 6:23
3. Pray (Live) – 10:21

## Formazione
Hanno partecipato alle registrazioni, secondo le note di copertina:
Gruppo
- Joe Duplantier – voce, chitarra
- Mario Duplantier – batteria
- Christian Andreu – chitarra
- Jean-Michel Labadie – basso

Produzione
- Joe Duplantier – produzione
- Andy Wallace – missaggio
- Johann Meyer – ingegneria del suono
- Jamie Vertz – ingegneria del suono aggiuntiva
- Taylor Bingley – ingegneria del suono aggiuntiva
- Ted Jensen – mastering
- Jorge Taveras – ingegneria Pro Tools (tracce 1-3)
- Billy Knauft – assistenza ingegneria Pro Tools (tracce 1-3)
- Morgan David – assistenza ingegneria Pro Tools (tracce 1-3)
- Dan Malsch – ingegneria Pro Tools e montaggio (tracce 4, 5, 8-11)
- Brian Montgomery – ingegneria Pro Tools (traccia 7)

## Classifiche

### Classifiche settimanali
| Classifica (2021)          | Posizione massima |
| -------------------------- | ----------------- |
| Australia                  | 3                 |
| Austria                    | 3                 |
| Belgio (Fiandre)           | 5                 |
| Belgio (Vallonia)          | 2                 |
| Canada                     | 15                |
| Croazia                    | 2                 |
| Danimarca                  | 3                 |
| Finlandia                  | 2                 |
| Francia                    | 2                 |
| Grecia                     | 3                 |
| Germania                   | 8                 |
| Islanda                    | 11                |
| Italia                     | 47                |
| Norvegia                   | 10                |
| Nuova Zelanda              | 18                |
| Paesi Bassi                | 4                 |
| Polonia                    | 7                 |
| Portogallo                 | 4                 |
| Regno Unito                | 6                 |
| Regno Unito (rock & metal) | 1                 |
| Repubblica Ceca            | 34                |
| Slovacchia                 | 52                |
| Spagna                     | 24                |
| Stati Uniti                | 12                |
| Stati Uniti (rock)         | 1                 |
| Svezia                     | 13                |
| Svizzera                   | 4                 |
| Ungheria                   | 11                |

### Classifiche di fine anno
| Classifica (2021) | Posizione |
| ----------------- | --------- |
| Francia           | 174       |
| Portogallo        | 90        |